# Itzincab (Umán)
Itzincab era una comisaría del municipio de Umán, hoy colonia de la ciudad de Umán, en el estado de Yucatán localizado en el sureste de México. La comisaría se desarrolló en torno al casco de la hacienda henequenera.

## Toponimia
El nombre (Itzincab) es un término usado como toponímico y patronímico en lengua maya yucateca y que resulta de la conjunción de dos vocablos: Itsi'n que significa hermano y Cab, tierra.

## Demografía
Según el censo de 2005 realizado por el INEGI, la población de la localidad era de 4744 habitantes, de los cuales 2286 eran hombres y 2458 eran mujeres.
| 299                         | 259 | 166 | 274 | 169 | 254 | 295 | 405 | 589 | 3622 | 4525 | 4718 | 4744 |
| (Fuente: INEGI [Consultar]) |     |     |     |     |     |     |     |     |      |      |      |      |